# Оболёшево
Оболёшево — деревня в Урицком районе Орловской области, России.
Входит в состав Городищенского сельского поселения.

## География
Расположена на правом берегу реки Цон, восточнее деревни Сидячее, на западе граничит с деревней Лебёдка.
В Оболёшево имеется одна улица — Однодворская.

## Население
| 2010 |
| ---- |
| 51   |